# Alfonso Chacón

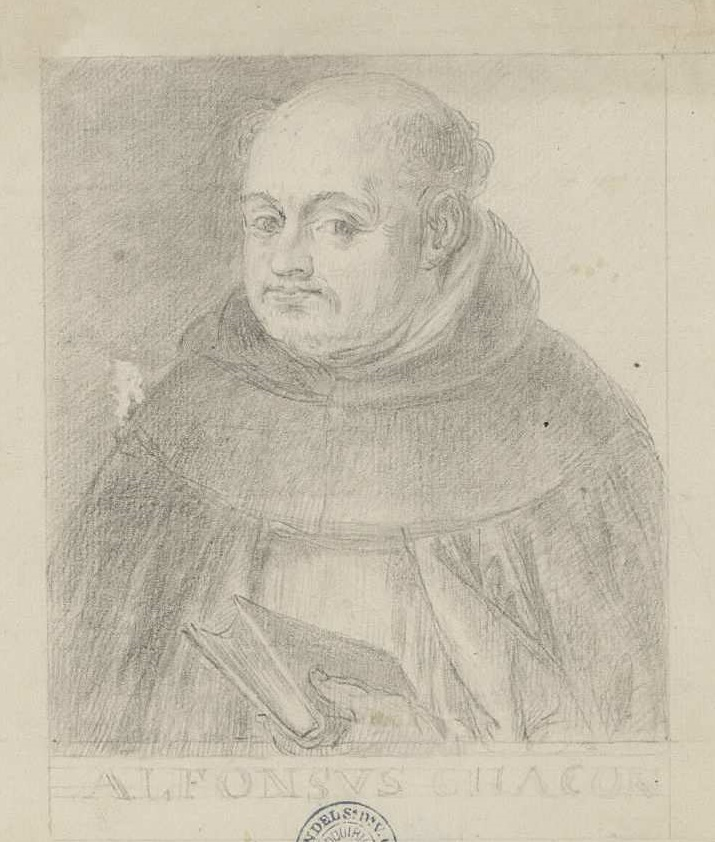
Alfonso Chacón in einer nicht zeitgenössischen Zeichnung von Valentín Carderera (1855, Biblioteca Nacional de España)

Alfonso Chacón OP (latinisiert Alphonsus Ciaconius; * 15. Dezember 1530 in Baeza (Andalusien); † 14. Februar 1599 in Rom) war ein spanischer Dominikaner, Altertumsforscher (Antiquar), Kirchenhistoriker und Zeichner. Er gilt als ein Pionier der christlichen Archäologie.

## Leben
Alfonso Chacón begann 1544 mit dem Studium in Baeza. Nach seinem 1547 erfolgten Eintritt in den Dominikanerorden setzte er es in Jaén und Sevilla fort. 1566 erfolgte die Promotion in Theologie. Im Oktober 1566 erhielt er einen Ruf von Papst Pius V. als spanischer Beichtvater (Pönitentiar) an St. Peter nach Rom, wohin er im April 1567 reiste. 1569 wurde er von seinem Orden zum Magister (Professor) ernannt. Nachdem Pius V. die Beichte an St. Peter im Mai 1570 den Franziskanern übergeben hatte, war Chacón frei für seine wissenschaftlichen Interessen.

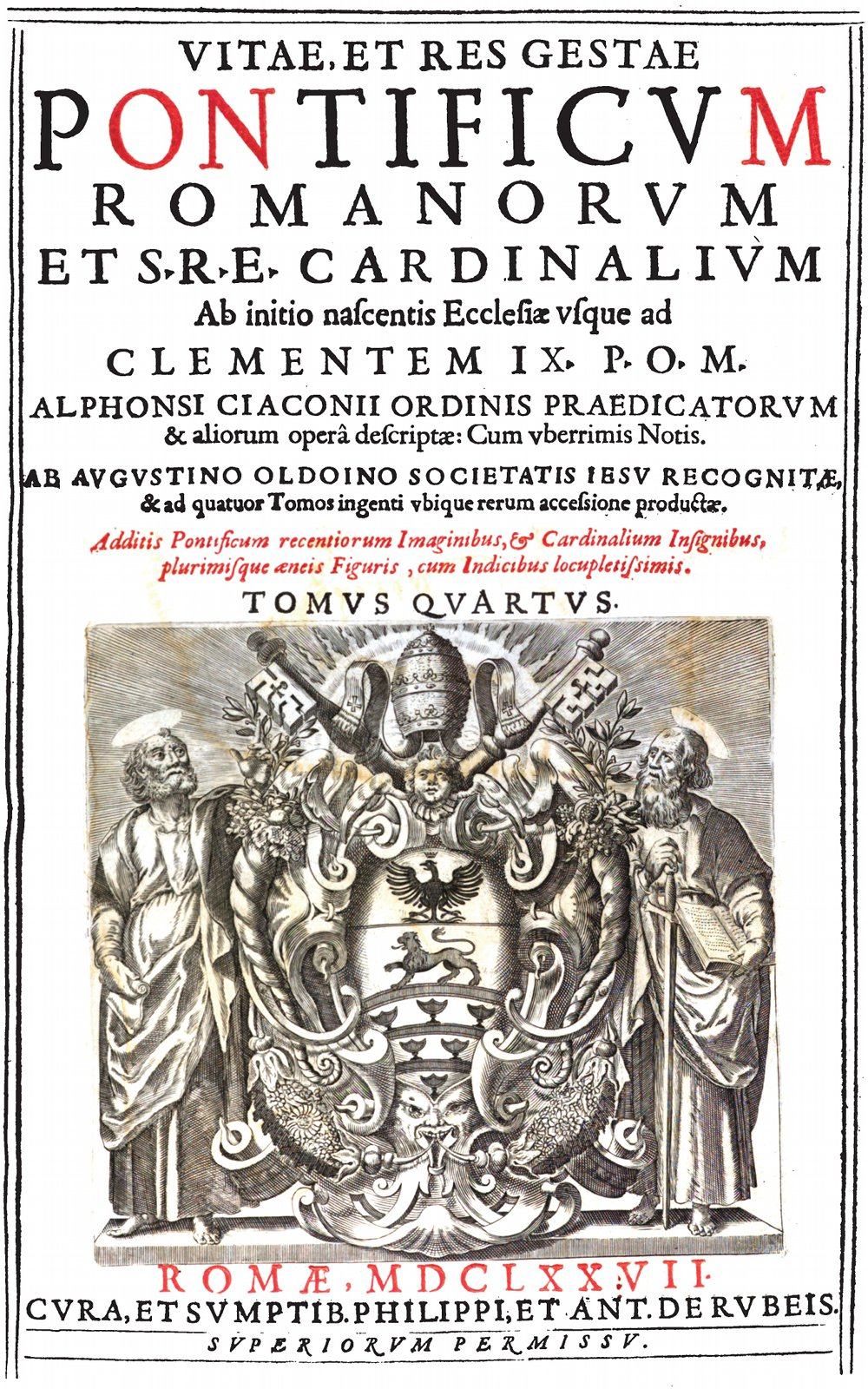
Titelblatt von Vitae et res gestae pontificum romanorum aus dem Jahr 1677

Chacón hatte zwei Hauptarbeitsbereiche. Einerseits widmete er sich der Kirchengeschichte, insbesondere den Biografien von Päpsten und Kardinälen, andererseits beschäftigte er sich intensiv mit den Altertumswissenschaften. Seine Studien begann er bei der Ikonografie und der Epigraphik. Er versuchte, Texte sowie Bildwerke zu verbinden und Parallelbeispielen anderer Gattungen gegenüberzustellen. Seine Arbeiten blieben zum Großteil ungedruckt und liegen nur als Manuskripte vor. Sie fußten etwa auf den Arbeiten Pirro Ligorios. Die Publikation über die Trajanssäule in Rom gilt als erste antiquarische Abhandlung über das römische Staatsrelief. Von besonderer Bedeutung war die Einbeziehung christlicher Denkmäler. Obwohl Chacón verschiedentlich Missverständnisse unterliefen, wie schon Giovanni Pietro Bellori aufzeigte, sind die Studien zu den frühchristlichen Hinterlassenschaften von besonderer Bedeutung, die ihn zum „Pionier der Christlichen Archäologie“ werden ließen. Er widmete sich den Wandmalereien, Sarkophagen und Mosaiken aus den Katakomben und frühchristlichen Kirchen. Seine Vorarbeiten in diesem Bereich wurden grundlegend für die Beschäftigung mit diesen Denkmälern im 17. Jahrhundert, so verweist etwa Cassiano Dal Pozzo in seinem Werk häufig auf Chacón. Dank seiner Zeichnungen ist heute beispielsweise das Aussehen der Mosaiken von Santa Pudenziana bekannt, bevor sie bei Umgestaltungen im Barock beschnitten wurden. Sein Corpuswerk Antiquitatum Romanarum war bei seinem Tod unvollendet.
Seine Manuskripte, darunter die Historica descriptio urbis Romae sowie De coemeteriis vetustis urbis Romae mit der Beschreibung von mehr als 300 frühchristlichen Kunstwerken, wurden nach seinem Tod zum Teil auf verschiedene europäische Bibliotheken verteilt und mittlerweile in Teilen wieder rekonstruiert. Sie bilden heute einen wichtigen Baustein bei der Rekonstruktion spätantiker Werke.

## Veröffentlichungen
- Historia utriusque Belli Dacici a Traiano Caesare gesti ex simulachris quae in columna eiusdem Romae visuntur collecta. Rom 1576.
- Historia seu verissima a columnijs multorum vindicatia quae refert M. Ulipii Traiani animam precibus divi Gregorii pontificis Romani a Tartareis cruciatibus ereptam. Rom 1576.
- De signis sanctissimae crucis. Rom 1591.
- De martyrio ducentorum monachorum S. Petri a Cardegna ordinis s. Benedicti Hispaniarum Burgensis diocesis commentarius. Rom 1594.
- De ieiuniis et varia eorum apud antiquos observantia. Rom 1599.
- Vitae et res gestae summorum Pontificum a Christo domino usque ad Clemente VIII nec non S. R. E. Cardinalium cum eorumdem insignibus. Rom 1601.